# Ameisenjungfern
Die Ameisenjungfern (Myrmeleontidae) bilden eine Familie innerhalb der Netzflügler, einer Ordnung der Insekten. Weltweit gibt es etwa 2000 Arten, davon leben elf in Mitteleuropa. Allgemein bekannter als die nachtaktiven Vollinsekten sind die Larven, die Ameisenlöwen, wegen der besonderen Beutefangmethode einiger Arten. Im englischen Sprachraum wird deshalb auch der Name antlion (Ameisenlöwe) für das Insekt in allen Entwicklungsstufen benutzt, es gibt keine englische Entsprechung zu „Ameisenjungfer“.

## Systematik
Die Systematik innerhalb der Netzflügler ist bisher nicht endgültig geklärt. Allgemein akzeptiert ist allerdings, dass die Ameisenjungfern eine monophyletische Gruppe bilden, die im Schwestergruppenverhältnis mit den Schmetterlingshaften (Ascalaphidae) steht. Diese beiden bilden mit den Familien Nymphidae, Nemopteridae und Psychopsidae die Gruppe Myrmeleontiformia.
Innerhalb der Ameisenjungfern wurden zunächst folgende Unterfamilien unterschieden:
- Stilbopteryginae: Zwei Gattungen (Stilbopteryx und Aeropteryx) mit wenigen Arten, ausschließlich in Australien vertreten. Diese werden gelegentlich auch als eigene Familie angesehen.
- Palparinae: Etwa hundert Arten, deren Verbreitungsgebiet von Afrika bis Südwestasien reicht, oft große Arten mit breiten, auffällig gefleckten Flügeln. Eine Art (Palpares libelluloides) lebt auch in Europa (Mittelmeerraum).
- Myrmeleontinae: Weltweit verbreitet, enthält die Mehrzahl aller Arten. Aufgeteilt in mehrere Triben, darunter auch die gelegentlich als eigenständige Unterfamilie angesehenen
  - Acanthaclisinae, die weltweit ohne besonderen Verbreitungsschwerpunkt vorkommen.

Inzwischen werden aber meistens noch mehr (etwa zehn) Gruppen in den Rang einer Unterfamilie gestellt.

## Verbreitung
Ameisenjungfern sind über alle Kontinente (außer Antarktis) verbreitet, konzentrieren sich aber auf die Wüsten- und Halbwüstengebiete in Afrika und Asien, teilweise auch Südamerika und Asien. Bevorzugte Lebensräume zeichnen sich meistens durch extreme Trockenheit, oft auch weitgehendes Fehlen der Vegetation aus. Manche Arten leben auch in Wäldern, bevorzugen aber auch hier lichte, trockene Wälder.

### Mitteleuropäische Arten
Dendroleontinae:
- Dendroleon pantherinus (Panther-Ameisenjungfer)

Im südlichen Mitteleuropa weit verbreitet, bis nach Asien nachgewiesen. Sie besiedelt lichte, trocken-warme Laubwälder.
Acanthaclisinae:
- Acanthaclisis occitanica

Größte einheimische Art, im ganzen Mittelmeerraum verbreitet, in weiten Teilen von Mitteleuropa bis zur polnischen Ostseeküste.
Myrmecaelurinae:
- Myrmecaelurus trigrammus

Im gesamten Mittelmeergebiet, bis ins südwestliche Mitteleuropa verbreitet, besiedelt vor allem trockene Brachwiesen.
Myrmeleontinae:
- Myrmeleon formicarius (Gemeine Ameisenjungfer)

Besiedelt ganz Europa außer den Britischen Inseln, weite Teile Asiens, in Mitteleuropa eine der häufigsten Arten.
- Myrmeleon inconspicuus

Kleinste einheimische Art der Gattung, in Europa eine der häufigsten Arten, wegen hoher Wärmeansprüche in Mitteleuropa nur sehr lokal im Südosten.
- Myrmeleon bore (Dünen-Ameisenjungfer)

Nur lückenhaft in Nord- und Mitteleuropa nachgewiesen, auch in weiten Teilen Asiens bis Japan verbreitet. Besiedelt vor allem lichte Kiefernwälder und Dünen.
- Euroleon nostras (Geflecktflüglige Ameisenjungfer)

Besiedelt weite Teile Europas bis Asien und Mittelmeerraum, in Mitteleuropa eine der häufigsten Arten, aber auf das Flachland beschränkt.
Nemoleontinae:
- Macronemurus appendiculatus

In Südeuropa teilweise extrem häufig, erreicht sie nur in der südlichen Schweiz Mitteleuropa.
- Distoleon tetragrammicus (Vierfleckige Ameisenjungfer)

Die relativ große Art besitzt auffallend dunkelbraun gefleckte Flügel und lebt in Mitteleuropa nur in isolierten Wärmeinseln.
Glenurinae
- Creoleon plumbeus

In Südosteuropa ist sie eine der häufigsten Arten, Mitteleuropa erreicht sie nur in der Slowakei. Sie bevorzugt sehr trockene Brachwiesen.
- Megistopus flavicornis

Kleine Art, eine der häufigeren in Europa, erreicht aber nur in der Südschweiz und Ost-Österreich Mitteleuropa.
Palparinae
- Palpares libelluloides (Riesen-Ameisenjungfer)

Diese Art ist überwiegend mediterran verbreitet, wird zuweilen aber auch in Deutschland nachgewiesen.

### Gefährdung und Schutz
Die in Mitteleuropa heimischen Arten der Ameisenjungfern zählen durchweg zu den seltenen Arten. Nur zwei Arten werden regelmäßig in geeigneten Biotopen angetroffen, aber auch diese sind oft durch Zerstörung ihrer Lebensräume betroffen. Meistens reicht schon eine sehr kleine sonnenexponierte und regengeschützte Fläche, damit die Larven von Myrmeleon formicarius und Euroleon nostras ihre Trichter bauen können, etwa unter geschlagenen Baumstämmen oder am Fuß südexponierter Hauswände. Die anderen Trichterbauer bevorzugen offenes Gelände, zu ihrem Schutz ist der Erhalt entsprechender Lebensräume, z. B. Binnendünen, vor Verbuschung oder Versiegelung notwendig.
Die übrigen Arten sind in Mitteleuropa nur selten anzutreffen und haben meistens sehr spezielle Anforderungen an die Biotopverhältnisse. Dendroleon pantherinus als einzige einheimische baumbewohnende Art benötigt Laubwälder mit Totholzstrukturen.

## Körperbau

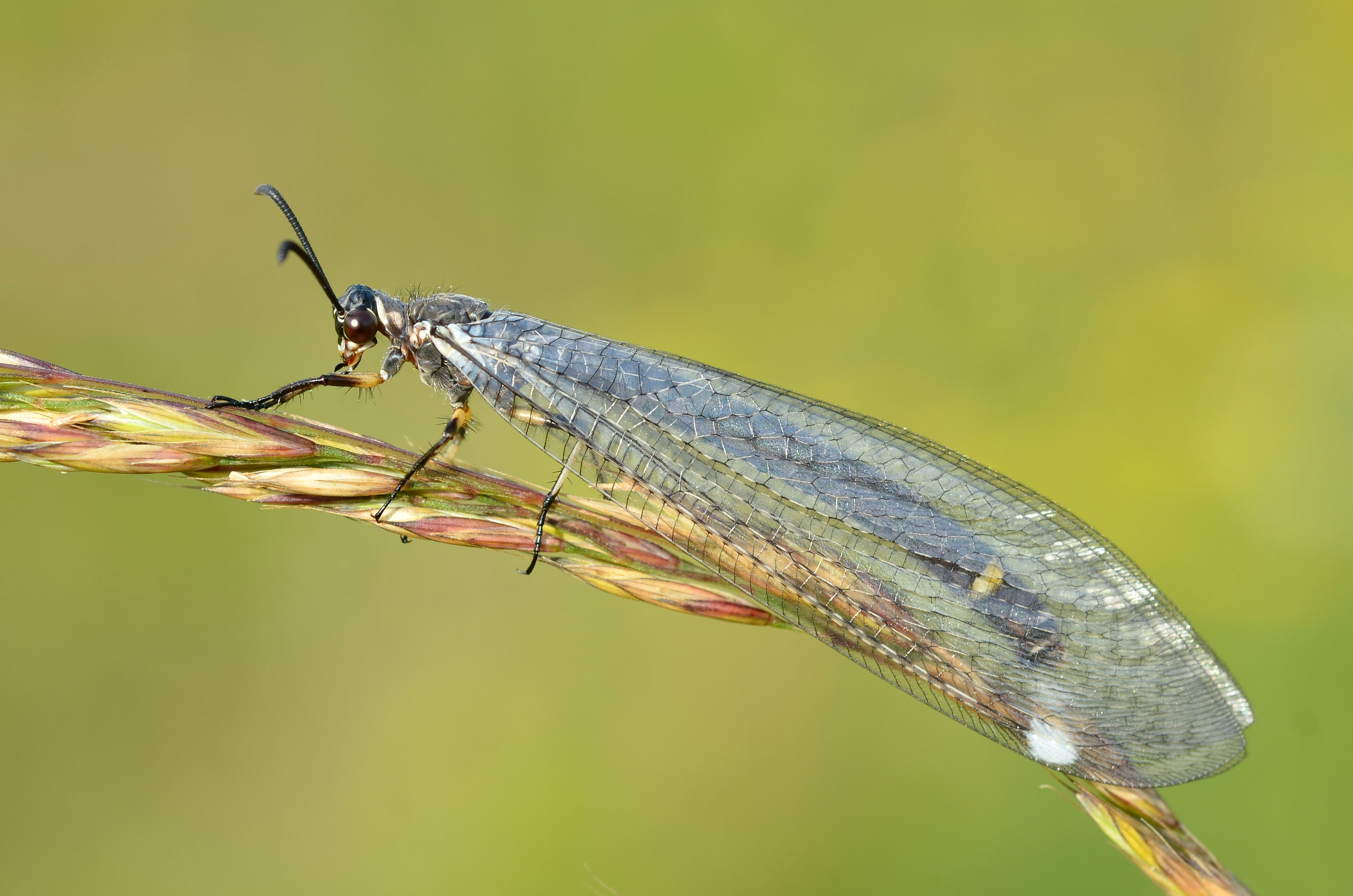
Gemeine Ameisenjungfer (Myrmeleon formicarius) mit Flügeln in Ruhestellung

In ihrem Körperbau ähneln die Ameisenjungfern den Kleinlibellen, gemeinsam haben sie mit ihnen den langen, gleichmäßig schmalen Körperbau und zwei Paar weitgehend gleichgestaltete Hautflügel. Die Ähnlichkeiten sind aber nur oberflächlicher Natur, Ameisenjungfern besitzen nicht den abgewandelten Bau des Thorax der Libellen, sondern verfügen als Neuflügler über das Flügelgelenk, das es ihnen erlaubt, die Flügel nach hinten zu klappen. Auffallender Unterschied sind auch die deutlich sichtbaren, bei den europäischen Arten keulenförmigen Fühler.
- Größe: Zu den Ameisenjungfern gehören die größten Arten der Netzflügler, einige Vertreter der Gattung Palpares im tropischen Afrika haben eine Körperlänge von 60 mm bei einer Flügellänge von 80 mm, eine arabische Art erreicht dagegen nur eine Flügellänge von 10 mm. Die europäischen Arten haben immerhin eine Körperlänge bis zu 50 mm und eine Flügellänge von 20 bis 60 mm.
- Färbung: Die Tiere sind, als Anpassung an die nächtliche Lebensweise, meistens unscheinbar und sehr einheitlich gefärbt, überwiegend rotbraun bis schwarzbraun. Auf Kopf und Thorax tragen sie meistens dunkle Zeichnungen. Die Flügel sind meistens farblos durchsichtig, tragen aber oft kleine oder auch größere braune Flecken.
- Kopf: Ameisenjungfern besitzen nach unten gerichtete Mundwerkzeuge (orthognath), auffällig große Komplexaugen und keine Punktaugen. Die Fühler sind kürzer als bei den übrigen Netzflüglern und meistens am Ende keulenartig verdickt. Auffällig sind auch die langen Lippentaster mit dem keulig aufgetriebenen Endglied, in dem ein Sinnesorgan liegt.
- Brust: Der Thorax besteht aus drei weitgehend gleich gebauten Segmenten. Die Beine sind relativ kurz und dünn und besitzen keine besonderen abweichenden Bildungen. Die Tarsen sind fünfgliedrig, dabei ist das letzte und klauentragende Glied das längste.
- Flügel: Die Flügel sind langgestreckt und meistens schmal bis sehr schmal. Der Vorderrand ist zur üblicherweise deutlich ausgebildeten Spitze stark abgerundet, der Hinterrand verläuft hier gerade oder leicht ausgebuchtet. Vorder- und Hinterflügel sind sehr ähnlich gestaltet und besitzen keinen Kopplungsmechanismus. Die reichhaltige Flügeladerung liefert wichtige Merkmale zur systematischen Unterteilung der Familie. Bei manchen Arten besitzen die Männchen an der Basis der Hinterflügel je einen kleinen, nach hinten gerichteten knopfartigen Fortsatz, die Axillarpelotten, die wahrscheinlich als Duftorgane dienen.
- Hinterleib: Der Hinterleib der Ameisenjungfern ist langgestreckt und besteht aus zehn Segmenten, von denen beim Männchen neun und beim Weibchen sieben vollständig ausgebildet sind. Das zehnte Rückensegment (Ektoprokte) ist beim Männchen paarig ausgeführt und kann sehr unterschiedlich gestaltet sein, auch stark verlängert. Bei manchen Arten besitzen die Männchen auch gestielte Haarpinsel an den Seiten des fünften, sechsten oder siebten Hinterleibssegments, die der Verbreitung von Lockstoffen dienen.

In manchen Punkten zeigen die Arten der Palparinae Abweichungen im Körperbau: Die Flügel sind deutlich breiter als bei den Myrmeleontinae, oft auch dunkel getönt, insgesamt zeigen die Tiere eine größere Vielfalt in der Färbung. Der Thorax ist breiter und gedrungener, insbesondere das erste Segment, die Schenkel sind deutlich verdickt und die Tarsen kürzer.

## Entwicklungsstufen
Die Entwicklung verläuft nach heutigem Kenntnisstand bei allen Ameisenjungfernarten weitgehend gleich, vor dem ausgewachsenen Stadium durchlaufen alle ein Eistadium, drei Larvenstadien und das Puppenstadium.

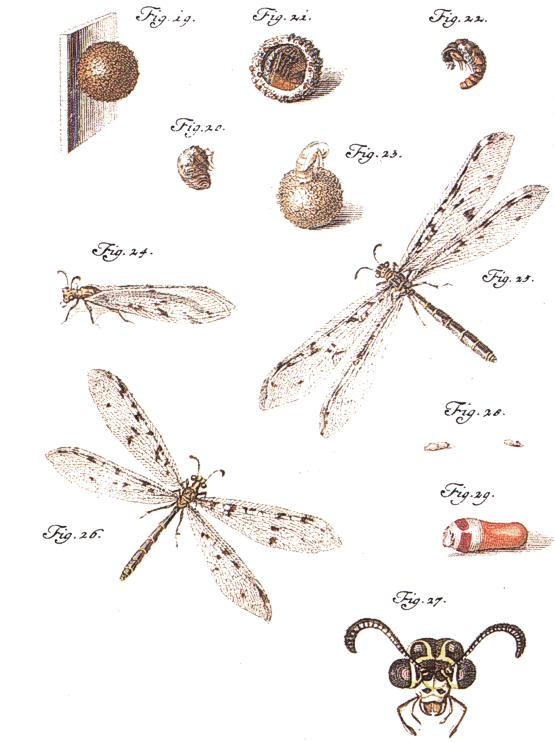
Ameisenjungfer – Tafel aus „Insecten-Belustigung“ von Rösel von Rosenhof

### Ei
Über die Eiablage ist bisher nur wenig bekannt, die Anzahl pro Weibchen abgelegter Eier dürfte sehr niedrig sein. Die Eier sind länglich und mit einem Sekret beschichtet, wodurch sie sich wegen der anhaftenden Partikel nicht vom Untergrund abheben. Sie werden einzeln an geeigneten Orten abgelegt, meistens am frühen Abend und der ersten Nachthälfte.

### Larve
Die Larven sind als „Ameisenlöwen“ schon von jeher bekannt, vor allem durch die Beutefangmethode der trichterbauenden Arten.
Der Körperbau der Larven ist rautenförmig kompakt, der Kopf ist quadratisch bis herzförmig und wird von den mächtigen, vorne zueinander gebogenen Kiefern bestimmt. Im Umriss heben sich vom Körper außer dem Kopf noch die ersten beiden Beinpaare ab. Im ersten Larvenstadium entfällt fast die Hälfte der Körperlänge auf den Kopf samt Kiefern.
Der Hinterleib besteht aus zehn Segmenten, die seitlich mit beborsteten Höckern versehen sind. Das zehnte Segment ist als ausziehbare Spinnröhre gebildet und ist normalerweise in das achte und neunte Segment zurückgezogen. Am Ende der Larvalzeit tritt aus der Spinnröhre der Faden zum Kokonspinnen aus, der aus einem Sekret aus den Malpighischen Gefäßen gebildet wird.
Der Bau der Beine der Ameisenlöwen ist gemäß der Lebensweise recht unterschiedlich. Während das erste Beinpaar meistens relativ unscheinbar ist, ragt das zweite seitlich weit unter dem Körper hervor. Die beiden vorderen Beinpaare haben zweigliedrige Tarsen, das hintere eingliedrige, die mit der Tibia verwachsen sind.

### Puppe
In einer Tiefe von wenigen Zentimetern im Sandboden beginnt die erwachsene Larve mit dem Spinnen des Kokons, indem zunächst ein schützendes Dach angelegt wird, um nachrutschenden Sand abzufangen. Durch drehende Bewegungen wird dann ein kugelförmiger Außenkokon erzeugt, in dessen Fäden auch Sandpartikel eingebaut werden. Zuletzt wird die innere, pergamentartige Seidenschicht angelegt, die die Praepupa umgibt.
Die praepupale Phase dauert einige Tage bis Wochen, danach häutet sich die Präpupa zur Puppe. Die Puppe ist anfangs farblos bis weißlich und verfärbt sich vor dem Schlupf rötlich-braun. Die Puppe öffnet den Kokon auf der Oberseite und verlässt den Kokon. Danach schlüpft die Imago aus der Puppenhülle, gräbt sich an die Erdoberfläche und klettert auf in der Nähe befindliche Pflanzen um die Flügel zu entfalten und die Cuticula auszuhärten.

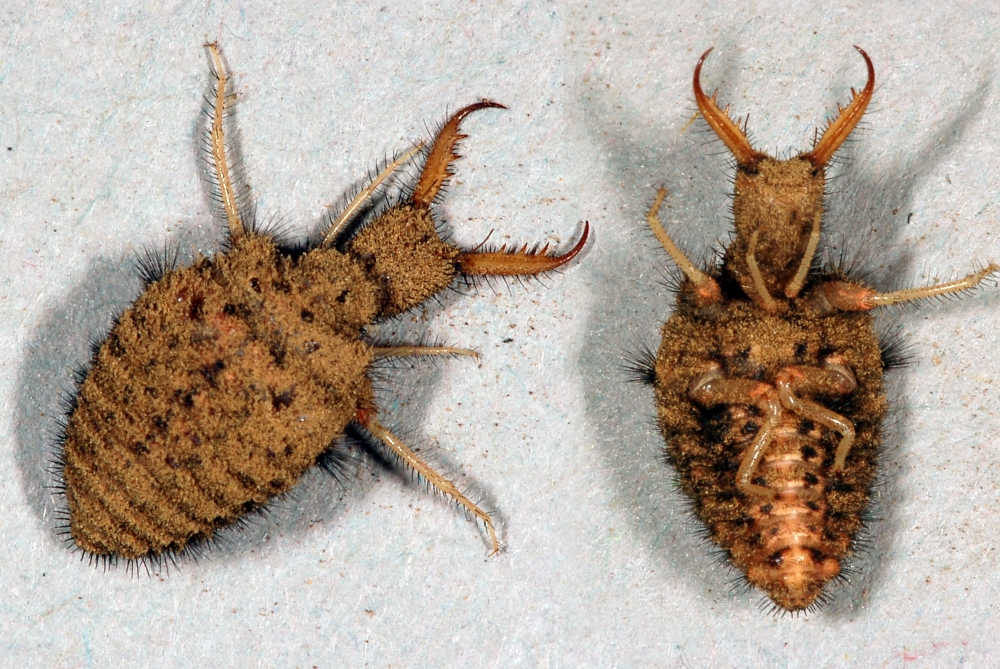
Larve
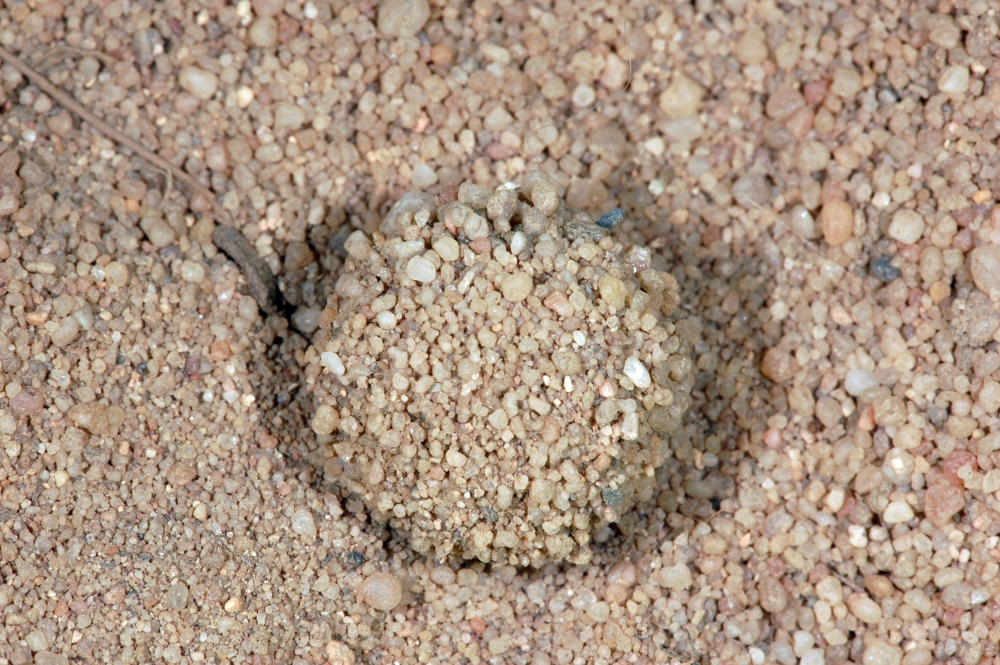
Kokon im Sand
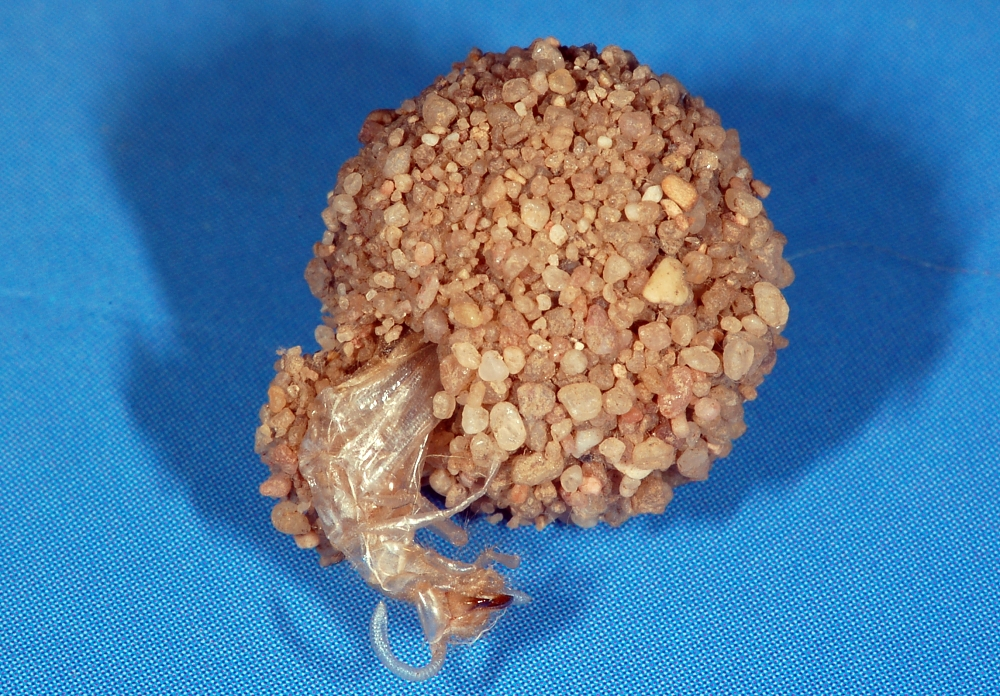
Letzte Larvenhaut
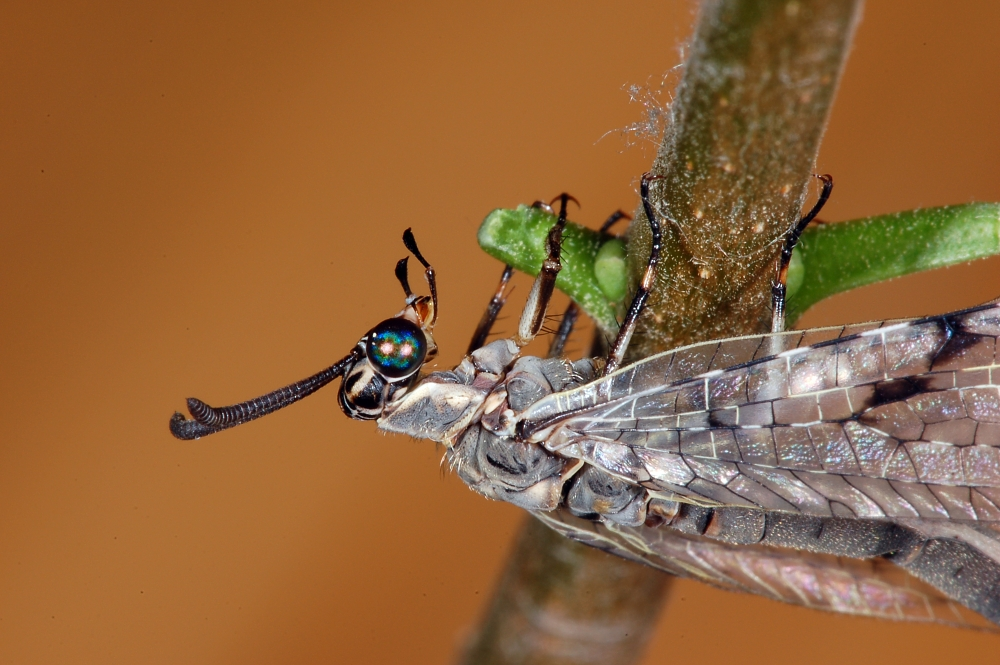
Geschlüpfte Imago

## Lebensweise
Das Verhalten der trichterbauenden Larven ist zweifellos das bekannteste und am besten erforschte Phänomen, was die Lebensweise der Ameisenjungfern angeht. Ganz im Gegensatz dazu ist die Lebensweise der erwachsenen Tiere wie auch der Larven, die keine Trichter bauen, nur unzureichend bekannt.

### Lebensweise der Imagines
Die erwachsenen Tiere der meisten Arten sind nachtaktiv, einige, oft bunt gefärbte Arten in den baumfreien Zonen aber auch tagaktiv, z. B. die Gattungen Palpares in Afrika oder Periclystus in Australien. Tagsüber sitzen die meisten Arten verborgen in der Vegetation, meistens flach an senkrecht stehenden Grashalmen. Die Flügel werden dachförmig über dem Hinterleib zusammengelegt, die Fühler flach an den Untergrund angelegt. In heißen Sandgebieten halten sich die Ameisenjungfern meistens in einer Höhe von 10–40 cm auf, wo sie einerseits der Hitzeausstrahlung des Untergrundes, andererseits der Windeinwirkung am wenigsten ausgesetzt sind. Dennoch beobachten sie auch tagsüber ihre Umgebung, stets bereit, bei Störung aufzufliegen und sich an einem mehrere Meter entfernten Ort wieder niederzulassen.
Die Nachtaktivität setzt in der Dämmerung ein und erreicht vor Mitternacht ihr Maximum. Die Aktivitäten bestehen einerseits aus längeren Suchflügen, andererseits aus stationären Nahrungs- oder Paarungsflügen.

#### Nahrung
Die Nahrung der Ameisenjungfern besteht hauptsächlich aus Insekten. Während der nächtlichen Flüge konnten die Tiere beim Fang von Kleinschmetterlingen beobachtet werden, die sie mit den Vorderbeinen festhalten, sich auf der nächstliegenden Pflanze niederlassen um ihre Beute zu zerkauen, wobei die Flügel übrig bleiben. Manchmal nehmen sie auch aus Blüten Nektar und Pollen auf, manche Arten scheinen sich ausschließlich von Blütenpollen zu ernähren. Die langen Sporne an den Tibien mancher Arten werden als Hilfsorgane zum Beuteerwerb gesehen, die spornlosen Arten gelten deswegen hauptsächlich als Blattlausfresser. Größere Arten wie etwa Vertreter der Gattung Acanthaclisis sind dagegen aggressive Jäger.

#### Paarung und Eiablage
Über die Paarung der Ameisenjungfern ist bisher nicht sehr viel bekannt, die Beobachtungen sind nur lückenhaft. Man geht davon aus, dass bei der Geschlechterfindung Pheromone eine wesentliche Rolle spielen. Bei vielen Arten besitzen die Männchen spezielle Organe, die der Verbreitung von Duftstoffen dienen. Seit der intensiven Erforschungsgeschichte der Ameisenjungfern blieb die Paarung lange Zeit unbeobachtet, da sie in der Dunkelheit stattfindet. Auch Rösel von Rosenhof und R. A. F. Réaumur und vielen anderen Forschergenerationen gelang es zeitlebens nicht.
Erst 1991 beobachteten die beiden Naturfilmer Klaus Weißmann und Rolf Sziringer dieses Verhalten im ungarischen Kiskunsager Nationalpark. Nach der hereinbrechenden Dämmerung konnten sie die Ameisenjungfernart Myrmecaelurus trigrammus bei der Balz, Paarung und Eiablage fotografieren. Bei der Balz tänzelten die Männchen zunächst mit ihren ausgestülpten, pinselartigen Duftorganen über den Gräsern, während die Weibchen verborgen an Grashalmen saßen, dann aber plötzlich aufflogen und sich ein Männchen aus dem Pulk griffen. Da die Paarung bei fast vollständiger Dunkelheit stattfand, hatten die von den Männchen ausgestülpten pinselartigen Organe am Hinterleib offenbar zwei Funktionen: sie dienten sowohl der olfaktorischen Wahrnehmung als auch als Greifhilfe für das Weibchen. Möglicherweise werden vom Männchen mit diesen Organen Duftstoffe ausgesondert, die es den Weibchen ermöglicht, das Männchen bei Dunkelheit überhaupt aufzufinden. Die Verklammerung fand im Flug in einer Höhe von bis zu zwei Metern statt. Erst danach ruhte das Pärchen für kurze Zeit an einem Grashalm oder Ast, wobei das Weibchen immer vorne und das Männchen kopfüber herunterhing. Die Paarung dauerte bei dieser Art höchstens zwischen ein und zwei Minuten. Klaus Weißmann vermutet, dass den Forschergenerationen zuvor die Beobachtung im Labor deshalb versagt blieb, weil deren Behältnisse, in denen Ameisenjungfern gehalten wurden, zu klein waren, denn die Bildung der Paarungskette fand im Flug statt wozu die Ameisenjungfern genügend Platz benötigten.
Auch die Eiablage haben Weißmann und Sziringer an der Art Myrmecaelurus trigrammus 1991 erstmals fotografiert. Dabei schaufelte das Weibchen mit dem Hinterleib ein bis zu drei Zentimeter tiefes Loch und beförderte mit seinen Beinen den Sandaushub alternierend weiter nach vorne. In die Kuhle wurden bis zu 11 Eier abgelegt. Anschließend wurde der Eiablageplatz wieder mit Sand und Halmen verdeckt. Nach der Eiablage putzten sich die Weibchen und verzehrten häufig auch noch ein eigenes Ei.
Von der einheimischen Art Euroleon nostras ist bekannt, dass sie zwischen Abenddämmerung und Mitternacht die Eier einzeln oder in kleinen Gruppen mit gebogenem Hinterleib in die oberen Sandschichten von geeigneten Biotopen ablegt.

### Lebensweise der Larven

#### Trichterbauende Arten
Nur etwa 10 % aller Arten bauen als Larven die bekannten Fangtrichter, dazu gehören alle etwa 100 Arten des Tribus Myrmeleontini. Die Larven dieser Gruppe können sich nur rückwärts gehend fortbewegen und sind damit auf den Trichterbau zum Beutefang praktisch angewiesen. Andere trichterbauende Arten unter den Mymecaelurini und Isoleonini besitzen diese Einschränkung nicht und können daher alternativ auch einem „normalen“ Beutefang nachgehen.
Wichtigste Voraussetzung zum Bau der Trichter ist die Trockenheit des Substrates. Andere Eigenschaften des Untergrundes wie Korngröße oder spezifisches Gewicht haben nur geringen oder keinen Einfluss auf das Gelingen des Trichterbaus, auch Abhänge können einen geeigneten Untergrund bilden.
Der Überlebensvorteil, der zur Entstehung des Trichterbaus führte, dürfte darin bestehen, dass in Extremhabitaten die Notwendigkeit der Bewegungen an der lebensfeindlichen Erdoberfläche auf ein Minimum reduziert werden kann. Zu den Beutetieren der Ameisenjungfern gehören unterschiedlichste Arten von Gliederfüßern, vereinzelt sogar Schnecken und Regenwürmer, also keineswegs ausschließlich Ameisen.

#### Nicht-trichterbauende Arten
In der Verhaltensweise der trichterlos jagenden Ameisenjungfern gibt es erhebliche Unterschiede, allerdings liegen in diesem Bereich nur sehr wenige Beobachtungen vor. Verschiedene Typen der Spezialisierung wurden beschrieben:
- Bodenbewohner: Hierzu gehören wohl die meisten Arten. Sie halten sich oft verborgen in der Streuschicht des Bodens auf und lauern, teilweise tagelang, auf herannahende Beute. Andere Arten (z. B. Acanthaclisis baetica) verfolgen aktiv ihre Beute, die sie packen und unter die Sandoberfläche ziehen.
- Baumhöhlenbewohner: Einige Arten, darunter der in Deutschland vorkommende Dendroleon pantherinus, jagen im Mulm alter Baumstrünke nach Insekten.
- Baumstammbewohner: Eine einzelne Beobachtung liegt von einer indischen Art vor, die auf der Rinde von Mangobäumen sitzt.
- Felsenbewohner: Einige Arten sitzen, teilweise über einen sehr langen Zeitraum, an geschützten Stellen auf Felsen.

### Lebensdauer
Die mitteleuropäischen Arten haben meistens einen zweijährigen Lebenszyklus, einen einjährigen gibt es bei Myrmeleon inconspicuus, einen dreijährigen bei Myrmeleon bore. Bei tropischen Arten gibt es keine Bindung an den jahreszeitlichen Rhythmus. Die Lebensdauer der erwachsenen Insekten wird unterschiedlich eingeschätzt, dürfte aber meistens zwischen zwei und vier Wochen liegen. In Gefangenschaft können manche Exemplare unter idealen Ernährungsbedingungen aber bis zu sechs Wochen überleben. Die Flugzeiten liegen bei den mitteleuropäischen Arten in den Sommermonaten, eine der frühesten Arten ist Myrmeleon formicarius mit dem Aktivitätsmaximum im Juni, eine der spätesten Euroleon nostras, die vorwiegend im August fliegt. Manche Arten zeigen eine Proterandrie, d. h., dass die Männchen einige Tage früher als die Weibchen erscheinen.

### Feinde und Verteidigung
Ameisenlöwen haben, bedingt durch die Wahl des Lebensraums und die verborgene Lebensweise, relativ wenige natürliche Feinde. Von Vögeln und Reptilien werden Ameisenlöwen offenbar nicht als lohnende Beute angesehen, auch dort, wo sie direkt zusammenleben, konnte keine Dezimierung der Populationen festgestellt werden. Auch andere Fressfeinde sind nur wenige bekannt, allerdings können sich manche Beutetiere heftig zur Wehr setzen, z. B. nehmen große Ameisen den Ameisenlöwen mitunter selbst zur Beute. Einige Arten verfallen stattdessen in eine Schreckstarre. Parasiten, die Ameisenlöwen befallen, sind aus den Familien der Schlupfwespen, Erzwespen und Wollschweber bekannt.
Die erwachsenen Insekten dürften sowohl in der nächtlichen Flugzeit wie auch tagsüber in der Ruhephase den üblichen Fressfeinden ausgesetzt sein. Bei Störung verfallen sie meistens in eine Schreckstellung, die durch V-förmig abgespreizte Flügel gekennzeichnet ist.